# ريناتو تيرا
ريناتو تيرا (بالإيطالية: Renato Terra)‏ هو مؤلف وكاتب وشاعر وممثل إيطالي، ولد في 26 يوليو 1922 في إيطاليا، وتوفي بنفس المكان في 28 نوفمبر 2010.

## وصلات خارجية
- ريناتو تيرا على موقع IMDb (الإنجليزية)
- ريناتو تيرا على موقع قاعدة بيانات الفيلم (الإنجليزية)